# XIII Juegos Deportivos Centroamericanos
Los Juegos Centroamericanos de 2029 oficialmente conocidos como los XIII Juegos Deportivos Centroamericanos se celebrarán en el año 2029

## Ciudades Candidatas
Aún no se ha abierto la presentación de candidaturas.